# 索托語
索托语（Sesotho），又译“苏陀语”，是南非11种官方语言之一，还是莱索托的国语，属于班图语支。它是一种黏着语，用许多的词缀、派生词以及屈折变化来构成句子。这种语言有39个辅音，9个元音。